# Simone Sabbioni
Simone Sabbioni (* 3. Oktober 1996 in Rimini) ist ein italienischer Schwimmer und Olympionike (2016).

## Werdegang
Bei den Jugendeuropameisterschaften 2014 in Dordrecht (Niederlande) gewann er die 50 Meter Rücken in 25:22 s und stellte damit einen neuen Weltrekord in der Kategorie ein.
2014 bei den Olympischen Jugendspielen in Nanjing gewann Simone Sabbioni im August drei Medaillen.
Im Mai 2016 nahm er an den Schwimmeuropameisterschaften in London teil. Hier gewann er seine ersten beiden Elitemedaillen: Bronze in der 100-Meter-Distanz (ex aequo mit dem griechischen Athleten Apostolos Christou) und Silber in der 4-mal-100-Meter-Lagenstaffel. Damit qualifizierte er sich für die Olympischen Spiele in Rio de Janeiro.
Er hielt den nationalen Rekord über 100 Meter Rücken (54,23 s), bis dieser im April 2018 vom damals 17-jährigen Thomas Ceccon auf 53,94 Sekunden verbessert wurde.

## Auszeichnungen
- 2014 – Piotr-Nurowski-Preis